# P-spruta
P-spruta innebär att gestagener, ämnen som liknar kroppseget progesteron, injiceras intramuskulärt. P-spruta är en ett högdoserat gestagenpreparat som har sin verkan genom att även förhindra ägglossning, utöver att precis som lågdoserade preparat (minipiller) och lokalt verkande hormonspiraler påverka livmoderslemhinnan (endometrium) och livmoderhalsen (cervix). Injektionen upprepas var tredje månad.

## Användning
Behandling med p-spruta ges på ungdoms-, barnmorske- och gynekologmottagningar. Metoden har hög säkerhet för att förebygga graviditet vid perfekt användning med ett pearl-index på 0,2. Effekten vid "typisk användning" bedöms dock vara sämre, med ett pearl-index kring 6, eftersom metoden kräver någorlunda täta besök för upprepade injektioner för att vara effektiv.
Alla gestagenbaserade preventivmetoder ger risk för oregelbunden blödning. Högdosbehandling med p-spruta ger dock förhållandevis hög sannolikhet att underlivsblödningarna avstannar helt. Ungefär 12 % av användarna blir blödningsfria inom tre månader och hälften har inga blödningar efter sex månader. Vanligt förekommande biverkningar är huvudvärk, akne, försämrad sexlust och depression.
P-sprutan rekommenderas inte för användning av kvinnor under 19 års ålder, eftersom högdosgestagen befaras öka risken för benskörhet om det ges innan användaren nått maximal bendensitet. Sprutan är liksom övriga läkemedelsbaserade preventivmedel kostnadsfria i alla regioner tills användaren fyller 21 år.